# Tchoulakivka
Tchoulakivka (ukrainien : Чулаківка) est un village situé dans le sud de l'Ukraine.
La population est de 3 087 personnes.

## Géographie

### Localisation
Il est situé dans la partie sud raïon de Skadovsk du (district)[pas clair] de l'oblast de Kherson (province), à environ 13 km au nord de la côte de la mer Noire.
Le village se trouve à environ 20 km au sud-ouest de Hola Prystan et à environ 67 km au sud-ouest de Kherson.

### Relief
Le relief de Tchoulakivka est principalement plat.
Au nord du village se trouve une ancienne boucle du Dniepr largement boisée en contrebas de la plaine cultivée.

## Toponymie
Il existe deux avis sur l'origine du nom du village.
Selon le premier, le nom de la colonie vient du nom du Cosaque zaporogue Tchoulak, qui s'est installé sur le lac près de la forêt du Dniepr et de Tuga, à 25 km de Goly Perevoz.
Il existe une deuxième version, plus officielle, de l'origine du village, qui dit : « Selon les villageois sur le site de ce village était un hameau d'un natif de Turquie surnommé Tchoulak (c'est-à-dire en turc « sans bras »). Ce hameau se tenait au bord de l'eau. ».

## Histoire
Tchoulakivka, selon les lettres de règlement, a été fondée en 1751. Les premiers à s'installer au hameau de Choulak se trouvaient à une douzaine de mètres des fermes de Zburyiv Pantak. Le village, fondé sur des terres domaniales, était habité par des paysans libres (au visage noir), d'anciens Cosaques zaporogues. Les premières informations documentaires sur le village de Tchoulakivka remontent à 1801.
En 1886, dans le village de Zburyivka Volost (uk) de l'ouïezd du Dniepr (en) du gouvernement de Tauride vivaient 1 710 personnes, il y avait 235 cours et 4 magasins.
En août 1922, le premier artel agricole « Jour de Mai » a été organisé à Tchoulakivka, plus tard les artels « Soleil rouge » et « Nouvelle Étoile » sont apparus. En 1924, le village comptait déjà une coopérative de consommation de 52 membres. Il était actif dans le Comité des Paysans pauvres (uk), réunissant 200 paysans pauvres. Le 2 mai 1927, la 1ère société de culture commune de Tchoulakivka a été formée. En 1929-32, sur la base des artels existants et de la collectivisation de masse toz, 6 fermes collectives ont été formées : « Lénine », « Jour de Mai », « Choubar », « Tchapaïev », « André Marty », « Kossior ». En 1932, après l'unification et jusqu'au 20 août 1950, il y avait 4 kolkhozes : « Jour de Mai », « André Marty », « Tchapaïev » et « Lénine ». Du 22 septembre 1941 au 4 novembre 1943, le village de Tchoulakivka était sous occupation allemande. Le 20 août 1950, il a été décidé de réunir les 4 kolkhozes en un seul du nom de « Lénine ».

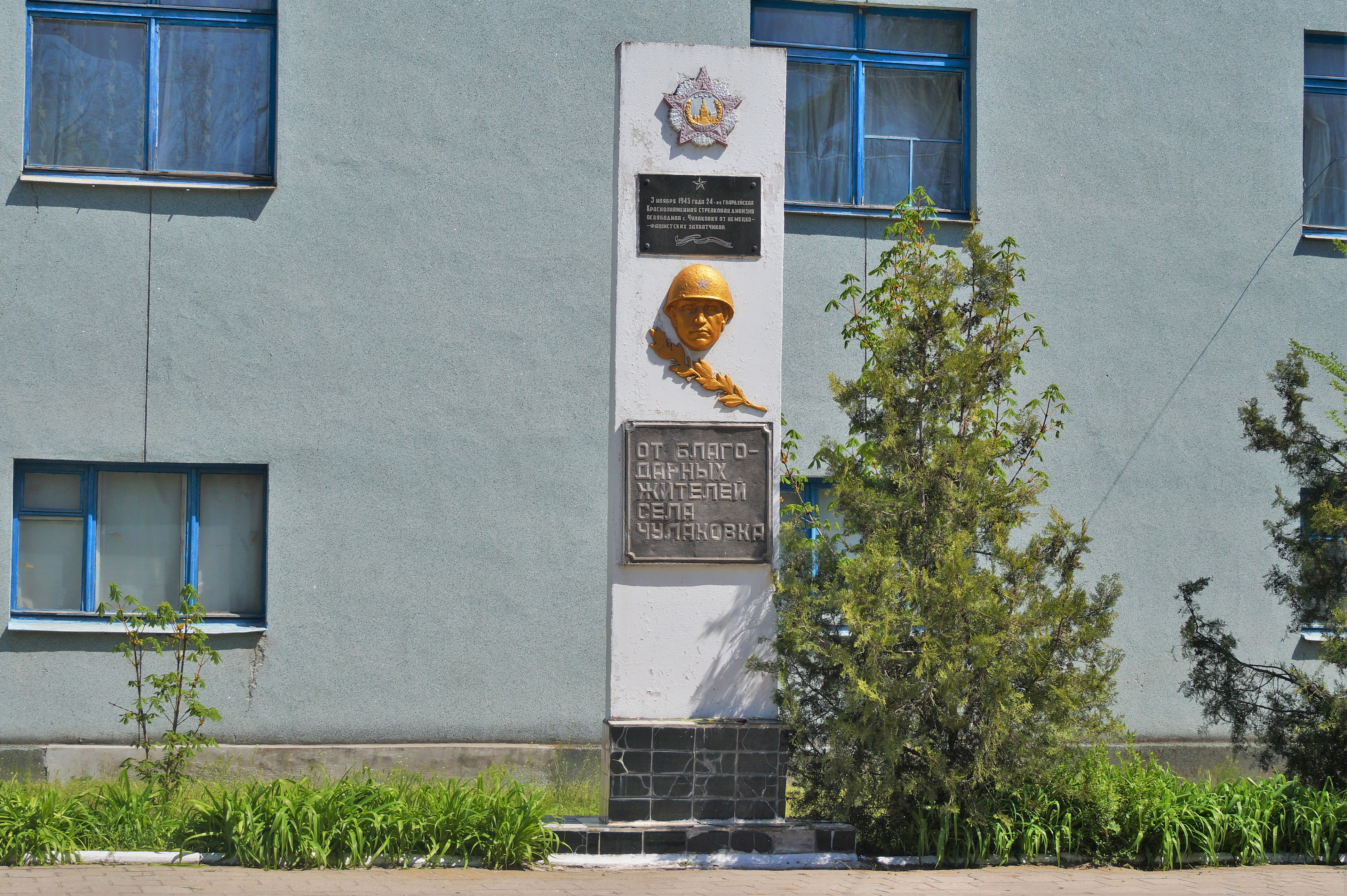
Monument en l'honneur des défenseurs de la Patrie, monument classé.

Avant la réforme administrative de 2020, le village appartenait au raïon de Hola Prystan (en) avant son absorption dans le raïon de Skadovsk.
À la suite de l'Invasion de l'Ukraine par la Russie de 2022, dans le cadre de l'Offensive du Sud de l'Ukraine, la ville est prise par les troupes russes à la mi-mars 2022.
Le 31 décembre 2022, une frappe de lance-roquettes multiple Himars touche avec précision une concentration de forces russes. Le bilan serait, selon l'état-major ukrainien, de 500 soldats morts et blessés

## Politique et administration
Tchoulakivka est le centre de la communauté villageoise de Tchoulakivka dans le district de Skadovsk de la région de Kherson. L'organe de l'autonomie locale est le conseil du village de Tchoulakivka.

## Population
Selon le recensement de 1989 de la république socialiste soviétique d'Ukraine, la population du village était de 3 009 personnes, dont 1 442 hommes et 1 567 femmes.
Selon le recensement ukrainien de 2001 (en), 3 051 personnes vivaient dans le village.

## Langues
Répartition de la population selon la langue maternelle selon le recensement de 2001 :
| Langue     | Pourcentage |
| ---------- | ----------- |
| Ukrainien  | 93,88 %     |
| Russe      | 5,44 %      |
| Biélorusse | 0,26 %      |
| Moldave    | 0,19 %      |
| Arménien   | 0,06 %      |

## Infrastructures
Dans le village, il y a le conseil du village de Tchoulakivka, l'école secondaire Tchoulakivka des classes I-III, le jardin d'enfants « Zhuravlyk », la sous-station électrique, le moulin à huile, l'école de musique, la maison de la culture, le musée de l'histoire du village, à la maison de la culture, école de karting, stade de foot « Victoria », clinique, pharmacie. Au centre du village, il y a un café « Dream » et une discothèque « Lambada ». Il y a plus de 21 points de vente (épiceries) dans tout le village, et il y a aussi une zone commerciale (marché).
Un mémorial aux participants de la Seconde Guerre mondiale est situé près de Tchoulakivka. Au centre du village se trouve le Mémorial de la gloire éternelle aux victimes et des autres villageois non rapatriés de la Seconde Guerre mondiale. Près du feu éternel se trouve aussi un monument au Soldat inconnu.
Le 21 février 2015, un monument à Lénine a été démoli par des patriotes inconnus dans le village.
Auparavant, il y avait un zoo, qui a été construit par M. K. Sadov dans les années 1970 après sa visite à Ascania-Nova, qui a inspiré le chef du kolkhoze à construire. Le terrain du zoo est désormais privatisé et presque à l'abandon, même si en 2002 le zoo était pleinement opérationnel.
Des années 1970 aux années 2000, un système d'étangs a été construit, qui servait de lieu de baignade en été et de patinoire en hiver, mais aujourd'hui les villageois n'ont reconstruit que 2 étangs avec des poissons.
Aussi, il y a environ 20 ans, le village possédait sa propre boulangerie, et jusqu'à récemment il y avait un moulin.
Une fontaine a été reconstituée au centre du village devant la Maison de la Culture et à proximité de l'école.

## Religion
Dans le village se trouve l'église Saint-Nicolas de l'Église orthodoxe ukrainienne (patriarcat de Moscou).

## Personnes célèbres
Dans le village sont nés :
- Gunko Viktor, qui a remporté le prix « Fierté du pays » en 2006 pour des exemples exceptionnels de courage, a sauvé une fillette de 9 ans, Svetlana Okolita, de la noyade dans un canal d'irrigation à l'âge de 16 ans. Un an plus tôt, il avait sauvé son ami de la glace.
- Pidpaly Valerian Serhiyovych (uk) (1940-2001), réalisateur ukrainien.
- Pidpaly Ivan Fedorovych, professeur de l'Université nationale agraire de Vinnytsia, académicien de l'Académie d'ingénierie d'Ukraine.
- Chabanov Sergei Ivanovich (uk) (1925-2011), participa à la guerre germano-soviétique, citoyen d'honneur de Kherson.
- Averin Ivan Ivanovich (1946-2014), personnage public, a consacré sa vie à la préservation et au développement du patrimoine culturel et créatif de sa terre natale. Après sa mort, la Maison de la Culture dans le village de Tchoulakivka porte le nom d'Ivan Averin.